# Palazzo Luti
Palazzo Luti, poi palazzo Luti Peruzzi, è un edificio storico di Siena situato in via di Camollia.

## Storia e descrizione
Costruito nel XIII secolo, l'edificio è ubicato di fronte alla chiesa di San Pietro alla Magione che appartenne ai templari. Come documenta una lapide nella facciata del palazzo con uno stemma di famiglia, il palazzo appartenne anticamente alla famiglia Luti, membri dei Dodici, dei Gentiluomini e dei Riformatori. Il palazzo è d'impianto romanico.
Al piano terra una targa in bronzo ricorda l'architetto senese Baldassarre Peruzzi, che abitò nel corso della sua vita nel palazzo. Attualmente abitazioni private occupano l'edificio, di cui pertanto è visitabile solo l'esterno.